# Antipaxi
Antipaxi, Antipaxoi, of Antipaxos (Grieks: Αντίπαξοι) is een Grieks eiland dat behoort tot de Ionische Eilanden in de Ionische Zee. Het ligt ongeveer 2,5 kilometer ten zuiden van het eiland Paxi. Het eiland hoort bij de gemeente Paxi.
In de zomer is er een dagelijkse bootverbinding met Gaios, de hoofdstad van Paxi. De belangrijkste bron van inkomsten is het toerisme. Er zijn drie grote stranden: Vrika, Mesovrika en Voutoumi.